# Polska na Igrzyskach Europejskich 2019
Polska na Igrzyskach Europejskich 2019 – polska reprezentacja występująca na Igrzyskach Europejskich 2019 w Mińsku w dniach 21–30 czerwca. Kadra liczyła 151 zawodników, z czego 71 osób płci żeńskiej, zaś 80 – męskiej. W składzie znalazło się także 87 osób współpracujących.
Chorążym podczas ceremonii otwarcia igrzysk została bokserka Sandra Drabik, która na pierwszych igrzyskach europejskich zdobyła srebrny medal.

## Ślubowania zawodników i trenerów
17 czerwca 2019 roku w Centrum Olimpijskim w Warszawie wręczono pierwsze nominacje dla członków Polskiej Reprezentacji na Igrzyskach Europejskich w Mińsku. Powołania przedstawicielom boksu, łucznictwa, koszykówki 3×3 oraz członkom misji i misji medycznej wręczał Minister Sportu i Turystyki Witold Bańka oraz wiceprezes Polskiego Komitetu Olimpijskiego, prezes Towarzystwa Olimpijczyków Polskich Mieczysław Nowicki. Przyrzeczenie w imieniu wszystkich zawodników złożyła bokserka Sandra Drabik, a w imieniu trenerów i osób współpracujących trener Kazimierz Kocik.
Następnego dnia, przy udziale Ambasadora Nadzwyczajnego i Pełnomocnego Republiki Białorusi w Rzeczypospolitej Polskiej Władimira Czuszewa, wręczono kolejne nominacje dla członków Polskiej Reprezentacji. Powołania przedstawicielom akrobatyki sportowej, sambo, kolarstwa szosowego, judo, strzelectwa sportowego i tenisa stołowego wręczali: podsekretarz stanu w Ministerstwie Sportu i Turystyki Jan Widera, prezes Polskiego Komitetu Olimpijskiego Andrzej Kraśnicki oraz skarbnik i członek Prezydium PKOl Andrzej Witkowski. Przyrzeczenie w imieniu zawodników złożył strzelec sportowy Tomasz Bartnik, a w imieniu trenerów i osób współpracujących – Andrzej Kijowski.
20 czerwca powołania przedstawicielom lekkiej atletyki, badmintona i skoków na trampolinie wręczyli: Mieczysław Nowicki - wiceprezes PKOl, Prezes Towarzystwa Olimpijczyków Polskich i członek Prezydium PKOl oraz Hanna Wawrowska - Przewodnicząca Klubu Fair Play PKOl. Przyrzeczenie w imieniu zawodników złożył lekkoatleta Artur Noga, a w imieniu trenerów i osób współpracujących – Robert Mateusiak.

## Medaliści
Pierwszy złoty medal na igrzyskach zdobyli Łukasz Jaworski i Artur Zakrzewski w skokach synchronicznych na trampolinie. W finale wyprzedzili reprezentantów Ukrainy i Francji. Na torze kajakowym złoto zdobył Tomasz Kaczor w rywalizacji kanadyjek na dystansie 1000 metrów. W finale wyprzedził Rosjanina Kiriłła Szamszurina o 0,075 sekundy i Niemca Sebastiana Brendela o 1,325 sekundy. Następnego dnia brązowe medale w czwórce kobiecej na dystansie 500 metrów zdobyły: Karolina Naja, Katarzyna Kołodziejczyk, Anna Puławska i Helena Wiśniewska. Na trzecim miejscu zawody zakończyły również Marta Walczykiewicz na odcinku 200 metrów oraz Dorota Borowska w kanadyjce na tym samym dystansie. Na torze kolarskim Mińsk Arena srebro zdobył Filip Prokopyszyn w scratchu. Na mecie przegrał jedynie z Grekiem Christosem Wolikakisem. W wyścigu na dochodzenie kobiet brązowy medal zdobyły Katarzyna Pawłowska, Justyna Kaczkowska, Karolina Karasiewicz i Nikol Płosaj, które w pojedynku o trzecie miejsce pokonały reprezentantki Białorusi o ponad trzy sekundy. Na ringu bokserskim w półfinale odpadły Elżbieta Wójcik i Sandra Drabik, zdobywając brązowe medale. Pierwsza z nich przegrała w kategorii do 75 kg z Nouchką Fontijn z Holandii, zaś druga – z Turczynką Buse Çakıroğlu. W przeddzień zakończenia igrzysk brąz zdobyły polskie tenisistki stołowej w rywalizacji drużynowej, pokonując w pojedynku o trzecie miejsce reprezentantki Węgier. W składzie wystąpiły: Natalia Bajor, Li Qian i Natalia Partyka. Kolejny złoty medal zdobyła bokserka Karolina Koszewska, która w kategorii do 69 kg pokonała w finale Włoszkę Assuntę Canforę. W kolarstwie torowym brąz zdobył Krzysztof Maksel w rywalizacji na 1 km ze startu zatrzymanego. Ostatniego dnia brązowy medal wywalczył w zapasach w kategorii do 87 kg w stylu klasycznym Arkadiusz Kułynycz, który w pojedynku o trzecie miejsce pokonał Radika Kulijewa z Białorusi. Ostatni medal zdobył Daniel Staniszewski w kolarskim omnium, zajmując trzecie miejsce.
| Medal  | Zawodnik                                                                 | Dyscyplina           | Konkurencja                   | Data       |
| ------ | ------------------------------------------------------------------------ | -------------------- | ----------------------------- | ---------- |
| złoto  | Łukasz Jaworski Artur Zakrzewski                                         | Skoki na trampolinie | Skoki synchroniczne           | 24 czerwca |
| złoto  | Tomasz Kaczor                                                            | Kajakarstwo          | C1 1000 m                     | 26 czerwca |
| złoto  | Karolina Koszewska                                                       | Boks                 | 69 kg                         | 29 czerwca |
| srebro | Filip Prokopyszyn                                                        | Kolarstwo torowe     | Scratch                       | 27 czerwca |
| brąz   | Katarzyna Kołodziejczyk Karolina Naja Anna Puławska Helena Wiśniewska    | Kajakarstwo          | K4 500 m                      | 27 czerwca |
| brąz   | Marta Walczykiewicz                                                      | Kajakarstwo          | K1 200 m                      | 27 czerwca |
| brąz   | Dorota Borowska                                                          | Kajakarstwo          | C1 200 m                      | 27 czerwca |
| brąz   | Justyna Kaczkowska Karolina Karasiewicz Katarzyna Pawłowska Nikol Płosaj | Kolarstwo torowe     | Wyścig na dochodzenie         | 28 czerwca |
| brąz   | Sandra Drabik                                                            | Boks                 | 51 kg                         | 28 czerwca |
| brąz   | Elżbieta Wójcik                                                          | Boks                 | 75 kg                         | 28 czerwca |
| brąz   | Natalia Bajor Li Qian Natalia Partyka                                    | Tenis stołowy        | Turniej drużynowy             | 29 czerwca |
| brąz   | Krzysztof Maksel                                                         | Kolarstwo torowe     | 1000 m ze startu zatrzymanego | 29 czerwca |
| brąz   | Arkadiusz Kułynycz                                                       | Zapasy               | 87 kg w stylu klasycznym      | 30 czerwca |
| brąz   | Daniel Staniszewski                                                      | Kolarstwo torowe     | Omnium                        | 30 czerwca |

## Kadra
W kadrze znalazło się 151 zawodników.
| Zawodnik                   | Data urodzenia            | Dyscyplina           | Klub                                   | Konkurencje                                                                   | Płeć |
| -------------------------- | ------------------------- | -------------------- | -------------------------------------- | ----------------------------------------------------------------------------- | ---- |
| Jakub Adamczyk             | 26 września 1979(dts)     | Lekkoatletyka        | Polonia Warszawa                       | sztafeta 4 × 400 m                                                            | M    |
| Maciej Adamkiewicz         | 12 września 1989(dts)     | Koszykówka 3×3       | Ogniwo Szczecin                        | 3×3                                                                           | M    |
| Edgar Babayan              | 8 stycznia 1986(dts)      | Zapasy               | KS Sobieski Poznań                     | styl klasyczny, 77 kg                                                         | M    |
| Marek Badowski             | 23 czerwca 1997(dts)      | Tenis stołowy        | KS Bogoria Grodzisk Maz.               | singiel                                                                       | M    |
| Natalia Bajor              | 7 marca 1997(dts)         | Tenis stołowy        | KU AZS UE Wrocław                      | drużyna                                                                       | K    |
| Dorota Banaszczyk          | 27 stycznia 1997(dts)     | Karate               | KS Olimp Łódź                          | kumite -55kg                                                                  | K    |
| Radosław Baran             | 5 listopada 1989(dts)     | Zapasy               | WKS Grunwald Poznań                    | styl wolny, 97 kg                                                             | M    |
| Robert Baran               | 3 lipca 1992(dts)         | Zapasy               | LKS Ceramik Krotoszyn                  | styl wolny, 130 kg                                                            | M    |
| Iwo Baraniewski            | 20 listopada 1998(dts)    | Judo                 | Uczniowski Klub Judo 225 Warszawa      | –100 kg                                                                       | M    |
| Zbigniew Baranowski        | 2 lipca 1991(dts)         | Zapasy               | AKS Białogard                          | styl wolny, 86 kg                                                             | M    |
| Beata Bartków-Kwiatkowska  | 22 listopada 1981(dts)    | Strzelectwo          | ŚTS Tychy                              | pistolet: Ppn 60, Ppn MIX                                                     | K    |
| Tomasz Bartnik             | 15 stycznia 1990(dts)     | Strzelectwo          | CWKS LEGIA Warszawa Sekcja Strzelecka  | karabin: 3x40, kpn 60, Kpn MIX, kdw MIX 60l                                   | M    |
| Sandra Bernal              | 9 lipca 1999(dts)         | Strzelectwo          | WKS ŚLĄSK Wrocław                      | strzelba: trap 125, trap MIX                                                  | K    |
| Mateusz Bernatek           | 12 stycznia 1994(dts)     | Zapasy               | AKS Piotrków Tryb.                     | styl klasyczny, 67 kg                                                         | M    |
| Urszula Bhebhe             | 27 lutego 1992(dts)       | Lekkoatletyka        | AZS AWF Warszawa                       | 100m ppł                                                                      | K    |
| Maciej Bielecki            | 19 maja 1987(dts)         | Kolarstwo torowe     | GK Piast Szczecin                      | sprint druż.                                                                  | M    |
| Krzysztof Bieńkowski       | 27 października 1990(dts) | Zapasy               | AKS Białogard                          | styl wolny, 65 kg                                                             | M    |
| Miłosz Bochat              | 19 grudnia 1995(dts)      | Badminton            | ABRM Warszawa                          | debel                                                                         | M    |
| Karolina Bołdysz           | 21 kwietnia 1993(dts)     | Lekkoatletyka        | AZS AWFiS Gdańsk                       | rzut oszczepem                                                                | K    |
| Łukasz Borkowski           | 26 września 1993(dts)     | Gimnastyka sportowa  | AZS AWFiS Gdańsk                       | wielobój                                                                      | M    |
| Anna Borowska              | 4 lipca 1994(dts)         | Judo                 | KS „Kezja Team” Rybnik                 | 57 kg                                                                         | K    |
| Dorota Borowska            | 22 lutego 1996(dts)       | Kajakarstwo          | NOSiR Nowy Dwór Maz.                   | C1 200m, C2 500m                                                              | K    |
| Klaudia Breś               | 22 czerwca 1994(dts)      | Strzelectwo          | CWZS Zawisza Bydgoszcz                 | pistolet: Ppn 60, ps 30+30, Ppn MIX, Pst MIX                                  | K    |
| Maciej Brzeziński          | 27 marca 1993(dts)        | Lekkoatletyka        | AZS AWF Kraków                         | 100m                                                                          | M    |
| Martin Brzeziński          | 8 października 1993(dts)  | Kajakarstwo          | CWZS Zawisza Bydgoszcz                 | K2 1000m                                                                      | M    |
| Monika Brzeźna             | 12 października 1991(dts) | Kolarstwo szosowe    | MAT Atom Deweloper                     | start wspólny                                                                 | K    |
| Filip Bucki                | 2 sierpnia 2000(dts)      | Akrobatyka sportowa  | DOSIR Sokolnia Chorzów                 | dwójki mieszane                                                               | M    |
| Adam Cwalina               | 26 stycznia 1985(dts)     | Badminton            | ABRM Warszawa                          | debel                                                                         | M    |
| Bartłomiej Czajkowski      | 24 października 1993(dts) | Lekkoatletyka        | RLTL ZTE Radom                         | rez. sztafeta 4 × 400 m, bieg pościgowy                                       | M    |
| Adam Czerwiński            | 2 października 1988(dts)  | Lekkoatletyka        | Lider Siercza                          | bieg pościgowy – 800m                                                         | M    |
| Dominika Dabulis           | 28 października 1996(dts) | Lekkoatletyka        | AZS AWFiS Gdańsk                       | rez. oszczep                                                                  | K    |
| Piotr Daniluk              | 15 stycznia 1982(dts)     | Strzelectwo          | Flota Gdynia                           | pistolet: Psz 2x30, Pst MIX, Ppn MIX                                          | M    |
| Sandra Drabik              | 13 sierpnia 1988(dts)     | Boks                 | Boxing Kielce                          | 51 kg                                                                         | K    |
| Damian Durkacz             | 30 stycznia 1999(dts)     | Boks                 | Concordia Knurów                       | 64 kg                                                                         | M    |
| Jakub Dyjas                | 9 października 1995(dts)  | Tenis stołowy        | TTF Liebherr Ochsenhausen              | singiel, mikst                                                                | M    |
| Julia Fajfur               | 1 sierpnia 2004(dts)      | Akrobatyka sportowa  | DOSIR Sokolnia Chorzów                 | dwójki mieszane                                                               | K    |
| Angelika Faka              | 15 stycznia 1996(dts)     | Lekkoatletyka        | WKS Wawel Kraków                       | skok w dal                                                                    | K    |
| Magomedmurad Gadżijew      | 15 stycznia 1988(dts)     | Zapasy               | AKS Piotrków Tryb.                     | styl wolny, 74 kg                                                             | M    |
| Michał Galikowski          | 17 stycznia 1997(dts)     | Lekkoatletyka        | AZS AWF Kraków                         | sztafeta 4 × 400 m                                                            | M    |
| Mateusz Goiński            | 30 sierpnia 1995(dts)     | Boks                 | Zagłębie Konin                         | 81 kg                                                                         | M    |
| Karol Hoffmann             | 1 czerwca 1989(dts)       | Lekkoatletyka        | MKS Aleksandrów Łódzki                 | skok wzwyż                                                                    | M    |
| Justyna Iskrzycka          | 7 listopada 1997(dts)     | Kajakarstwo          | AZS AWF Katowice                       | K2 500m                                                                       | K    |
| Jarosław Iwanow            | 8 czerwca 1995(dts)       | Boks                 | TS Wisła Kraków                        | 56 kg                                                                         | M    |
| Julita Jagodzińska         | 10 lutego 1997(dts)       | Kolarstwo torowe     | KK Tarnovia Tarnowo Podgórne           | sprint, 500m (rez.)                                                           | K    |
| Gabriela Janik             | 10 marca 1993(dts)        | Gimnastyka sportowa  | CWZS Zawisza KG Bydgoszcz              | wielobój                                                                      | K    |
| Magdalena Jarkowska        | 1 kwietnia 1999(dts)      | Sambo                | MUKS „KOKORO”                          | sambo sportowe                                                                | K    |
| Aleksandra Jarmolińska     | 6 września 1990(dts)      | Strzelectwo          | CWKS LEGIA Warszawa Sekcja Strzelecka  | strzelba: skeet 125, skeet MIX                                                | K    |
| Małgorzata Jasińska        | 18 stycznia 1984(dts)     | Kolarstwo szosowe    | Movistar Team                          | start wspólny, jazda ind. na czas                                             | K    |
| Łukasz Jaworski            | 11 czerwca 1991(dts)      | Skoki na trampolinie | KS AZS AWF Poznań                      | skoki indywidualne i skoki synchroniczne                                      | M    |
| Mariusz Jurczyk            | 10 stycznia 1996(dts)     | Lekkoatletyka        | AZS AWF Kraków                         | bieg pościgowy – 400m                                                         | M    |
| Justyna Kaczkowska         | 7 października 1997(dts)  | Kolarstwo torowe     | MAT Atom Deweloper                     | druż. na dochodzenie, ind. na dochodzenie                                     | K    |
| Paweł Kaczmarek            | 8 września 1995(dts)      | Kajakarstwo          | AZS AWF Gorzów Wlkp.                   | K1 200m, K4 500m                                                              | M    |
| Tomasz Kaczor              | 4 sierpnia 1989(dts)      | Kajakarstwo          | Warta Poznań                           | C1 1000m                                                                      | M    |
| Mateusz Kamiński           | 3 maja 1991(dts)          | Kajakarstwo          | OKSW Olsztyn                           | C2 1000m                                                                      | M    |
| Karolina Karasiewicz       | 23 lipca 1992(dts)        | Kolarstwo torowe     | TKK Pacific Nestle Fitness Cyling Team | druż. na dochodzenie, madison (rez.)                                          | K    |
| Mariola Karaś              | 4 grudnia 1996(dts)       | Lekkoatletyka        | AZS AWF Kraków                         | bieg pościgowy – 600m                                                         | K    |
| Marlena Karwacka           | 20 lutego 1997(dts)       | Kolarstwo torowe     | KK Ziemia Darłowska                    | sprint, keirin (rez.), sprint druż.                                           | K    |
| Marta Kąkol                | 25 lutego 1992(dts)       | Lekkoatletyka        | AZS AWFiS Gdańsk                       | rez. oszczep                                                                  | K    |
| Katarzyna Kołodziejczyk    | 7 kwietnia 1998(dts)      | Kajakarstwo          | KTW Kalisz                             | K2 500m, K4 500m                                                              | K    |
| Katarzyna Komorowska       | 10 kwietnia 1996(dts)     | Strzelectwo          | KS Społem Łódź                         | karabin: 3x40, kpn 60, Kpn MIX                                                | K    |
| Mariusz Konopatzki         | 25 marca 1996(dts)        | Koszykówka 3×3       | Legia Warszawa                         | 3×3                                                                           | M    |
| Przemysław Korsak          | 8 kwietnia 1999(dts)      | Kajakarstwo          | G’Power Gorzów Wlkp.                   | K4 500m                                                                       | M    |
| Karolina Koszewska         | 7 stycznia 1982(dts)      | Boks                 | Legia Fight Club                       | 69 kg                                                                         | K    |
| Julia Kowalczyk            | 30 września 1997(dts)     | Judo                 | KS Polonia Rybnik                      | 57 kg                                                                         | K    |
| Piotr Kowalczyk            | 18 listopada 1987(dts)    | Strzelectwo          | Rawicki Klub Sportowy „BOCK”           | strzelba: trap 125, trap MIX                                                  | M    |
| Paula Kozłow               | 8 sierpnia 1994(dts)      | Zapasy               | Unia Racibórz                          | 53 kg                                                                         | K    |
| Rafał Kozłowski            | 23 września 1995(dts)     | Judo                 | KS AZS AWF Wrocław                     | 90 kg                                                                         | M    |
| Szymon Krawczyk            | 8 sierpnia 1998(dts)      | Kolarstwo torowe     | Voster ATS Team                        | madison, druż. na dochodzenie, ind. na dochodzenie                            | M    |
| Piotr Kuczera              | 25 lutego 1995(dts)       | Judo                 | KS „Kezja Team” Rybnik                 | 90 kg                                                                         | M    |
| Norbert Kuczyński          | 14 października 1993(dts) | Kajakarstwo          | KS Wiskord Szczecin                    | K4 500m                                                                       | M    |
| Michał Kudła               | 17 października 1991(dts) | Kajakarstwo          | Posnania Poznań                        | C2 1000m                                                                      | M    |
| Adam Kulik                 | 15 grudnia 1992(dts)      | Boks                 | KS Paco Lublin                         | +91 kg                                                                        | M    |
| Arkadiusz Kułynycz         | 26 grudnia 1991(dts)      | Zapasy               | RCSZ Olimpijczyk Radom                 | styl klasyczny, 87 kg                                                         | M    |
| Marta Lach                 | 26 lipca 1997(dts)        | Kolarstwo szosowe    | CCC Liv Team                           | start wspólny                                                                 | K    |
| Małgorzata Linkiewicz      | 15 czerwca 1992(dts)      | Lekkoatletyka        | AZS AWF Wrocław                        | sztafeta 4 × 400 m                                                            | K    |
| Karolina Lipiejko          | 26 czerwca 1998(dts)      | Kolarstwo torowe     | UKS Mróz Jedynka Kórnik                | ind. na dochodzenie                                                           | K    |
| Aleksandra Lubicka         | 26 kwietnia 1996(dts)     | Lekkoatletyka        | Skra Warszawa                          | sztafeta 4 × 400 m                                                            | K    |
| Urszula Łoś                | 18 lutego 1994(dts)       | Kolarstwo torowe     | ALKS Stal Grudziądz                    | keirin, sprint druż., 500m, sprint (rez.)                                     | K    |
| Michał Łubniewski          | 20 października 1993(dts) | Kajakarstwo          | Stomil Poznań                          | C1 200m                                                                       | M    |
| Anna Łukasiak              | 5 stycznia 1988(dts)      | Zapasy               | AZS AWF Warszawa                       | 50 kg                                                                         | K    |
| Oliwia Majewska            | 1 lipca 2000(dts)         | Kolarstwo torowe     | MAT Atom Deweloper                     | madison                                                                       | K    |
| Krzysztof Maksel           | 4 lipca 1991(dts)         | Kolarstwo torowe     | ALKS Stal Grudziądz                    | sprint druż., keirin, 1000m                                                   | M    |
| Piotr Mazur                | 15 października 1991(dts) | Kajakarstwo          | CWZS Zawisza Bydgoszcz                 | K4 500m                                                                       | M    |
| Katarzyna Mądrowska        | 27 marca 1995(dts)        | Zapasy               | Feniks Pesta Stargard                  | 62 kg                                                                         | K    |
| Oskar Miliwek              | 11 kwietnia 1997(dts)     | Strzelectwo          | CWZS Zawisza Klub Strzelecki           | pistolet: Psz 2x30, Pst MIX, Ppn MIX                                          | M    |
| Wiktor Mrówczyński         | 5 kwietnia 1995(dts)      | Judo                 | KS AZS AWF Katowice                    | 73 kg                                                                         | M    |
| Agnieszka Nagay            | 20 lutego 1981(dts)       | Strzelectwo          | KS Społem Łódź                         | karabin: 3x40, kpn 60, kdw MIX 60l                                            | K    |
| Karolina Naja              | 5 lutego 1990(dts)        | Kajakarstwo          | AZS AWF Gorzów Wlkp.                   | K1 200m, K4 500m                                                              | K    |
| Tomasz Niedźwiecki         | 13 stycznia 1994(dts)     | Boks                 | BKS Orkan Gorzów Wielkopolski          | 91 kg                                                                         | M    |
| Artur Noga                 | 2 maja 1988(dts)          | Lekkoatletyka        | SKLA Sopot                             | 110m pł                                                                       | M    |
| Radomir Obruśniak          | 27 lipca 1994(dts)        | Boks                 | KSW Róża Karlino                       | 60 kg                                                                         | M    |
| Daria Osocka               | 2 marca 1992(dts)         | Zapasy               | MLKS Agros Żary                        | 76 kg                                                                         | K    |
| Agata Ozdoba-Błach         | 25 lutego 1988(dts)       | Judo                 | KS AZS AWF Wrocław                     | 63 kg                                                                         | K    |
| Beata Pacut                | 13 grudnia 1995(dts)      | Judo                 | GKS Czarni Bytom                       | 78 kg                                                                         | K    |
| Natalia Partyka            | 27 lipca 1989(dts)        | Tenis stołowy        | SKST Mart Hodonin                      | singiel, drużyna, mikst                                                       | K    |
| Katarzyna Pawłowska        | 16 sierpnia 1989(dts)     | Kolarstwo torowe     | Team Virtu Cycling                     | druż. na dochodzenie, omnium, scratch, wyścig punktowy (rez.)                 | K    |
| Rafał Perczyński           |                           | Boks                 | SAKO Gdańsk                            | 75 kg                                                                         | M    |
| Agata Perenc               | 19 marca 1990(dts)        | Judo                 | KS Polonia Rybnik                      | 52 kg                                                                         | K    |
| Karolina Pieńkowska        | 17 sierpnia 1993(dts)     | Judo                 | AZS UW                                 | 52 kg                                                                         | K    |
| Wojciech Pisarczyk         | 24 listopada 1988(dts)    | Koszykówka 3×3       | Pogoń Prudnik                          | 3×3                                                                           | M    |
| Nikol Płosaj               | 22 maja 1997(dts)         | Kolarstwo torowe     | UKS Mróz Jedynka Kórnik                | druż. na dochodzenie, madison, wyścig punktowy, omnium (rez.), scratch (rez.) | K    |
| Rafał Płowiec              |                           | Zapasy               | Olimpijczyk Radom                      | styl klasyczny, 130 kg                                                        | M    |
| Daria Pogorzelec           | 20 lipca 1990(dts)        | Judo                 | SGKS Wybrzeże Gdańsk                   | 70 kg                                                                         | K    |
| Filip Prokopyszyn          | 10 sierpnia 2000(dts)     | Kolarstwo torowe     | KK Tarnovia Tarnowo Podgórne           | druż. na dochodzenie, scratch                                                 | M    |
| Łukasz Przybylski          | 24 kwietnia 1994(dts)     | Łucznictwo           | A3D Toszek                             | łuk bloczkowy                                                                 | M    |
| Wojciech Pszczolarski      | 26 maja 1991(dts)         | Kolarstwo torowe     | Tufo Pardus Prostějov                  | madison, druż. na dochodzenie (rez.)                                          | M    |
| Anna Puławska              | 7 lutego 1996(dts)        | Kajakarstwo          | AZS AWF Gorzów Wlkp.                   | K1 500m, K4 500m                                                              | K    |
| Małgorzata Puławska        | 7 lutego 1996(dts)        | Kajakarstwo          | KS Posnania Poznań                     | K1 5000m                                                                      | K    |
| Dawid Putto                | 17 maja 1991(dts)         | Kajakarstwo          | CWZS Zawisza Bydgoszcz                 | K4 500m                                                                       | M    |
| Patryk Rajkowski           | 22 lutego 1996(dts)       | Kolarstwo torowe     | UKS Mróz Jedynka Kórnik                | sprint druż. (rez.), keirin                                                   | M    |
| Michał Rogalski            | 23 czerwca 1987(dts)      | Badminton            | UKS Hubal Białystok                    | singiel                                                                       | M    |
| Rafał Rosolski             | 27 maja 1991(dts)         | Kajakarstwo          | UKS Dojlidy Białystok                  | K1 1000m                                                                      | M    |
| Bartosz Rożnowski          | 10 września 1989(dts)     | Lekkoatletyka        | AZS AWF Warszawa                       | rez. sztafeta 4 × 400 m, bieg pościgowy                                       | M    |
| Mateusz Rudyk              | 20 lipca 1995(dts)        | Kolarstwo torowe     | ALKS Stal Grudziądz                    | sprint druż., sprint                                                          | M    |
| Aneta Rygielska            | 24 sierpnia 1995(dts)     | Boks                 | MKSW Pomorzanin Toruń                  | 60 kg                                                                         | K    |
| Maciej Sarnacki            | 10 lutego 1987(dts)       | Judo                 | TS Gwardia Olsztyn                     | +100 kg                                                                       | M    |
| Rafał Sarnecki             | 8 stycznia 1990(dts)      | Kolarstwo torowe     | ALKS Stal Grudziądz                    | sprint druż. (rez.), sprint                                                   | M    |
| Nikola Sibiak              | 21 czerwca 2000(dts)      | Kolarstwo torowe     | KK Ziemia Darłowska                    | sprint druż. (rez.), 500m                                                     | K    |
| Kacper Sierakowski         | 2 grudnia 1993(dts)       | Łucznictwo           | SŁM Warszawa                           | łuk klasyczny                                                                 | M    |
| Agnieszka Skalniak         | 22 kwietnia 1997(dts)     | Kolarstwo szosowe    | CCC Liv Team                           | start wspólny, jazda ind. na czas                                             | K    |
| Damian Sławek              | 31 maja 1997(dts)         | Kolarstwo torowe     | GKS Cartusia Kartuzy                   | druż.na dochodzenie, wyścig punktowy                                          | M    |
| Jakub Słomiński            | 2 stycznia 1996(dts)      | Boks                 | WDA Świecie                            | 49 kg                                                                         | M    |
| Bartosz Stabno             | 10 grudnia 1991(dts)      | Kajakarstwo          | KS Posnania Poznań                     | K2 1000m                                                                      | M    |
| Daniel Staniszewski        | 5 maja 1997(dts)          | Kolarstwo torowe     | KS Pogoń Puławy                        | druż. na dochodzenie, omnium                                                  | M    |
| Magda Stanny               | 14 marca 1993(dts)        | Kajakarstwo          | KS Warta Poznań                        | C2 500m                                                                       | K    |
| Damian Stępień             | 12 kwietnia 1994(dts)     | Judo                 | AZS UW Warszawa                        | 81 kg                                                                         | M    |
| Natalia Szamrej            | 31 sierpnia 1991(dts)     | Strzelectwo          | MKS DIANA Poznań                       | strzelba: skeet 125                                                           | K    |
| Sylwia Szczerbińska        | 11 października 1997(dts) | Kajakarstwo          | SKS Cresovia Białystok                 | C2 500m                                                                       | K    |
| Damian Szwarnowiecki       | 20 grudnia 1993(dts)      | Judo                 | KS Gwardia Wrocław                     | 81 kg                                                                         | M    |
| Paweł Śmiłowski            | 26 sierpnia 1998(dts)     | Badminton            | UKS Hubal Białystok                    | mikst                                                                         | M    |
| Magdalena Świerczyńska     | 4 kwietnia 1998(dts)      | Badminton            | UKS Baranowo                           | mikst                                                                         | K    |
| Karolina Tałach            | 3 września 1992(dts)      | Judo                 | SGKS Wybrzeże Gdańsk                   | 63 kg                                                                         | K    |
| Aleksandra Tołomanow       | 25 sierpnia 1998(dts)     | Kolarstwo torowe     | KK Tarnovia Tarnowo Podgórne           | keirin                                                                        | K    |
| Joanna Tomala              | 1 lutego 1994(dts)        | Strzelectwo          | WKS FLOTA Gdynia                       | pistolet: PS 30+30, Pst MIX                                                   | K    |
| Katarzyna Tuniewicz        | 14 kwietnia 1995(dts)     | Lekkoatletyka        | Zawisza Bydgoszcz                      | 100m                                                                          | K    |
| Li Qian                    | 30 lipca 1986(dts)        | Tenis stołowy        | KTS Siarka Tarnobrzeg                  | singiel, drużyna                                                              | K    |
| Marta Walczykiewicz        | 1 sierpnia 1987(dts)      | Kajakarstwo          | KTW Kalisz                             | K2 200m                                                                       | K    |
| Patryk Wawrzyczek          | 8 lipca 1995(dts)         | Judo                 | PTS Janosik Bielsko Biała              | 66 kg                                                                         | M    |
| Filip Wąchała              | 17 stycznia 1998(dts)     | Boks                 | Sako Gdańsk                            | 69 kg                                                                         | M    |
| Jakub Werys                | 17 marca 1991(dts)        | Strzelectwo          | CWZS Zawisza Klub Strzelecki           | strzelba: skeet 125, skeet MIX                                                | M    |
| Agnieszka Wieszczek-Kordus | 22 marca 1983(dts)        | Zapasy               | WKS Grunwald Poznań                    | 68 kg                                                                         | K    |
| Katarzyna Wilkos           | 10 sierpnia 1993(dts)     | Kolarstwo szosowe    | MAT Atom Deweloper                     | start wspólny, jazda ind. na czas                                             | K    |
| Helena Wiśniewska          | 18 kwietnia 1999(dts)     | Kajakarstwo          | CWZS Zawisza Bydgoszcz                 | K4 500m, K2 200m                                                              | K    |
| Szymon Wojtyna             | 11 czerwca 1995(dts)      | Strzelectwo          | WKS ŚLĄSK Wrocław                      | pistolet: Ppn 60, Ppn MIX                                                     | M    |
| Michał Wojtyński           | 23 lutego 1989(dts)       | Koszykówka 3×3       | KK Warszawa                            | 3×3                                                                           | M    |
| Elżbieta Wójcik            | 14 stycznia 1996(dts)     | Boks                 | KSW Róża Karlino                       | 75 kg                                                                         | K    |
| Jowita Wrzesień            | 8 grudnia 1993(dts)       | Zapasy               | CSIR Dąbrowa Górnicza                  | 57 kg                                                                         | K    |
| Ewelina Wyszczelska        | 4 kwietnia 1995(dts)      | Lekkoatletyka        | AZS AWF Warszawa                       | rez. trackathlon                                                              | K    |
| Artur Zakrzewski           | 25 stycznia 1993(dts)     | Skoki na trampolinie | KS AZS AWF Poznań                      | skoki indywidualne i skoki synchroniczne                                      | M    |
| Sylwia Zyzańska            | 27 lipca 1997(dts)        | Łucznictwo           | LKS Łucznik Żywiec                     | łuk klasyczny                                                                 | K    |
| Magdalena Żebrowska        | 29 maja 1996(dts)         | Lekkoatletyka        | Podlasie Białystok                     | bieg pościgowy – 200m, skok w dal                                             | K    |